# Dorotea (comuna)
Dorotea (em sueco: Dorotea kommun) é uma comuna da Suécia pertencente ao condado de Västerbotten. Sua capital é a cidade de Dorotea. Possui 2 765 quilômetros quadrados e segundo censo de 2018, havia 2 568 habitantes.